# Seznam chráněných území v okrese Kladno
Toto je seznam chráněných území v okrese Kladno aktuální k roku 2016, ve kterém jsou uvedena chráněná území v oblasti okresu Kladno.
| Kód  | Obrázek                                                      | Typ  | Název                    | Rozloha (ha) | Galerie Commons                                                               | Popis území | Souřadnice                       |
| ---- | ------------------------------------------------------------ | ---- | ------------------------ | ------------ | ----------------------------------------------------------------------------- | --- | -------------------------------- |
| 2416 | Bílichovské údolí                                            | NPP  | Bílichovské údolí        | 1,00         | Kategorie „Bílichovské údolí“ na Wikimedia Commons                            | Lokalita kýchavice černé ve fragmentu okroticové bučiny                                                                                        | 50°14′55″ s. š., 13°53′25″ v. d. |
| 1053 | Bohouškova skalka                                            | PP   | Bohouškova skalka        | 1,75         | Kategorie „Bohouškova skalka“ na Wikimedia Commons                            | Xerotermní rostlinná společenstva | 50°17′57″ s. š., 14°0′17″ v. d.  |
| 1052 |                                                              | NPP  | Cikánský dolík           | 0,52         | Kategorie „Cikánský dolík“ na Wikimedia Commons                               | Naleziště kriticky ohrožených druhů rostlin | 50°16′15″ s. š., 13°53′51″ v. d. |
| 5943 |                                                              | PP   | Červené dolíky           | 0,18         |                                                                               | Část nivy Červeného potoka s výskytem střevíčníku pantoflíčku                                                                                  | 50°12′43″ s. š., 13°57′13″ v. d. |
|      | Výhled z Louštína                                            | PřP  | Džbán                    | 41 600       | Kategorie „Nature park Džbán“ na Wikimedia Commons                            | | 50°15′ s. š., 13°45′ v. d.       |
| 1409 | Hradiště                                                     | PP   | Hradiště                 | 2,84         | Kategorie „Hradiště (natural monument, Kladno District)“ na Wikimedia Commons | Bohatá lokalita čičorky pochvaté | 50°16′17″ s. š., 14°5′28″ v. d.  |
| 1019 | Přírodní památka Kalspot                                     | PP   | Kalspot                  | 3,58         | Kategorie „Kalspot“ na Wikimedia Commons                                      | Mokřadní společenstva s výskytem obojživelníků                                                                                                 | 50°7′18″ s. š., 14°2′2″ v. d.    |
| 1054 | Kovárská stráně                                              | PP   | Kovárské stráně          | 1,70         | Kategorie „Kovárské stráně“ na Wikimedia Commons                              | Lokalita teplomilných rostlin | 50°11′9″ s. š., 14°15′12″ v. d.  |
| 24   | Křivoklátské duby                                            | CHKO | Křivoklátsko             | 62 800       | Kategorie „CHKO Křivoklátsko“ na Wikimedia Commons                            | | 49°57′32″ s. š., 13°52′50″ v. d. |
| 6141 | Interiér lesa nad cestou z Tuhaně na Engerth                 | PP   | Krnčí a Voleška          | 74,06        | Kategorie „Krnčí a Voleška“ na Wikimedia Commons                              | Středoevropské vápencové bučiny, eurosibiřské stepní doubravy, lesy svazu Tilio-Acerion                                                        | 50°9′27″ s. š., 14°5′12″ v. d.   |
| 5832 | Okraj chráněného území (východní)                            | PP   | Kyšice – Kobyla          | 20,16        | Kategorie „Kyšice – Kobyla“ na Wikimedia Commons                              | Ochrana populace čolka velkého | 50°5′15″ s. š., 14°5′22″ v. d.   |
| 1018 | Přírodní památka Markův mlýn                                 | PP   | Markův mlýn              | 0,13         | Kategorie „Markův mlýn“ na Wikimedia Commons                                  | Lokalita koniklece lučního | 50°3′16″ s. š., 14°6′38″ v. d.   |
| 1407 | východní okraj chráněného území u břehů Hobšovického rybníka | PP   | Mokřiny u Beřovic        | 12,40        | Kategorie „Mokřiny u Beřovic“ na Wikimedia Commons                            | Významné hnízdiště, nocoviště a tahová zastávka ptactva a biotop mokřadní zvířeny a květeny                                                    | 50°16′23″ s. š., 14°8′49″ v. d.  |
| 265  | Les Na Pilavě                                                | PP   | Na Pilavě                | 2,90         | Kategorie „Na Pilavě“ na Wikimedia Commons                                    | Lokalita kýchavice černé | 50°14′50″ s. š., 13°54′18″ v. d. |
| 1022 | PP Ostrov u Jedomělic v březnu 2023                          | PP   | Ostrov u Jedomělic       | 0,75         | Kategorie „Ostrov u Jedomělic“ na Wikimedia Commons                           | Naleziště třemdavy bílé | 50°13′12″ s. š., 13°55′57″ v. d. |
| 864  |                                                              | PP   | Otvovická skála          | 1,34         | Kategorie „Otvovická skála“ na Wikimedia Commons                              | Stepní společenstva na algonkických břidlicích                                                                                                 | 50°12′56″ s. š., 14°16′45″ v. d. |
| 1051 | Pašijová draha                                               | PR   | Pašijová draha           | 50,62        | Kategorie „Pašijová draha“ na Wikimedia Commons                               | Bohatě modelované území budované pískovcovými horninami s teplomilnou květenou                                                                 | 50°9′17″ s. š., 14°2′26″ v. d.   |
| 1049 | Pod Šibenicí                                                 | PP   | Pod Šibenicí             | 3,00         | Kategorie „Pod Šibenicí“ na Wikimedia Commons                                 | Lokalita slanomilné květeny | 50°17′39″ s. š., 14°13′50″ v. d. |
| 325  | Koniklec luční na lokalitě                                   | PP   | Pod Veselovem            | 0,83         | Kategorie „Pod Veselovem“ na Wikimedia Commons                                | Lokalita koniklece lučního | 50°6′25″ s. š., 14°3′16″ v. d.   |
| 1021 | Podlešínská skalní jehla                                     | PP   | Podlešínská skalní jehla | 0,03         | Kategorie „Podlešínská skalní jehla“ na Wikimedia Commons                     | Výrazná izolovaná pískovcová skalní věž | 50°13′8″ s. š., 14°9′57″ v. d.   |
| 1911 | Slánská hora                                                 | PP   | Slánská hora             | 2,23         | Kategorie „Slánská hora“ na Wikimedia Commons                                 | Sloupcovitá odlučnost nefelinitu, výskyt druhotných minerálů, stepní vegetace                                                                  | 50°13′55″ s. š., 14°5′43″ v. d.  |
| 1050 | Smečenská rokle                                              | PP   | Smečenská rokle          | 6,03         | Kategorie „Smečenská rokle“ na Wikimedia Commons                              | Geologický profil džbánskou křídou | 50°10′22″ s. š., 14°0′56″ v. d.  |
| 5766 | Rostlinné patro lesa v PP Smečno                             | PP   | Smečno                   | 75,62        | Kategorie „Smečno (natural monument)“ na Wikimedia Commons                    | Silně ohrožený páchník hnědý (Osmoderma barnabaita)                                                                                            | 50°11′23″ s. š., 14°2′ v. d.     |
| 6001 | niva Samotínského potoka                                     | PP   | Smradovna                | 155,6        | Kategorie „Smradovna (natural monument)“ na Wikimedia Commons                 | Cenný soubor lesních porostů - mimo jiné vápencových bučin a acidofilních doubrav - s výskytem střevíčníku pantoflíčku a zvonovce liliolistého | 50°15′58″ s. š., 13°53′43″ v. d. |
| 1020 | Bledule jarní na lokalitě                                    | PP   | Třebichovická olšinka    | 0,63         | Kategorie „Třebichovická olšinka“ na Wikimedia Commons                        | Bohatá lokalita bledule jarní a vstavačovitých                                                                                                 | 50°11′10″ s. š., 14°4′42″ v. d.  |
| 3418 | Údolí Klíčavy                                                | PR   | Údolí Klíčavy            | 32,02        | Kategorie „Klíčava“ na Wikimedia Commons                                      | Zachovalá společenstva nivních luk, lesních porostů a vlastního toku potoka                                                                    | 50°7′15″ s. š., 13°52′57″ v. d.  |
| 1023 |                                                              | PP   | Ve Šperkotně             | 0,43         | Kategorie „Ve Šperkotně“ na Wikimedia Commons                                 | Vlhkomilná lokalita s výskytem kapradiny jazyk hadí                                                                                            | 50°11′12″ s. š., 13°59′11″ v. d. |
| 862  | Vinařická hora                                               | PP   | Vinařická hora           | 68,7693      | Kategorie „Vinařická hora“ na Wikimedia Commons                               | Nejlepší ukázka složené sopky v českých zemích, krajinná dominanta s teplomilnou faunou a flórou                                               | 50°11′7″ s. š., 14°5′47″ v. d.   |
| 851  | Potok Vůznice                                                | NPR  | Vůznice                  | 231,22       | Kategorie „Vůznice (nature reserve)“ na Wikimedia Commons                     | Soubor přirozených lesních a lesostepních společenstev Křivoklátska                                                                            | 50°1′36″ s. š., 13°59′30″ v. d.  |
| 6122 | Zákolanský potok u Okoře                                     | PP   | Zákolanský potok         | 15,2         | Kategorie „Zákolanský potok (natural monument)“ na Wikimedia Commons          | Biotop a populace raka kamenáče a raka říčního                                                                                                 | 50°9′40″ s. š., 14°15′38″ v. d.  |
| 863  | Rybník z vyhlídky                                            | PR   | Záplavy                  | 23,31        | Kategorie „Záplavy“ na Wikimedia Commons                                      | Vodní nádrž na Kačáku, ptačí hnízdiště a refugium                                                                                              | 50°8′26″ s. š., 14°1′4″ v. d.    |
| 1759 |                                                              | PP   | Žraločí zuby             | 0,43         | Kategorie „Žraločí zuby“ na Wikimedia Commons                                 | Naleziště fosilií v opuštěném buližníkovém lůmku                                                                                               | 50°9′50″ s. š., 14°9′40″ v. d.   |